# Hans Witt
Hans Witt (* 1. März 1890 in Egglfing am Inn; † 18. Juli 1974 in München) war ein deutscher Landrat.

## Leben
Nach dem Besuch des humanistischen Gymnasiums Münnerstadt und dem Abitur am Max-Reger-Gymnasium Amberg studierte Hans Witt Rechtswissenschaften an der Ludwig-Maximilians-Universität München. Es schloss sich der Militärdienst als Einjährig-Freiwilliger an. Nach dem juristischen Vorbereitungsdienst nach bestandener erster juristischer Staatsprüfung folgte 1916 das zweite juristische Staatsexamen. Vom 14. Februar 1917 an wurde er als juristischer Hilfsarbeiter beim Kommunalverband Vilshofen eingesetzt.
Bevor er am 6. Oktober 1935 zum Bezirksvorstand (ab 1939 Landrat) des Landkreises Mainburg ernannt wurde, war Witt als Jurist bei der Regierung von Niederbayern und beim Landkreis Traunstein tätig. Während des Krieges wurde er für zwei Jahre zur Regierung in Karlsbad und vom 13. Juli bis zum 25. August 1944 zum Landratsamt Podersam im Sudetenland abgeordnet. Zuletzt war er im Rahmen dieser Abordnungen im Landkreis Asch, ebenfalls im Sudetenland.
Am 12. Mai 1945 wurde er entlassen und im Rahmen des Entnazifizierungsverfahrens  am 8. Oktober 1946 durch die Spruchkammer Mainburg entlastet. Der Kassationshof hob diese Entscheidung am 14. April 1947 auf. Am 15. Juli 1947 entlastete ihn die Spruchkammer Mainburg erneut. Witt kam als Angestellter zur Regierung von Oberbayern, dann zur Bayerischen Landespolizei, wo er später Landespolizeirat war. Drei Jahre vor seiner Versetzung in den Ruhestand zum 1. März 1955 wurde er zum Regierungsdirektor befördert. Als Pensionär war er noch zwei Jahre lang Mitglied des Verwaltungsgerichts München.
Witt war zum 1. Mai 1935 in die NSDAP eingetreten.